# Cecilia Adorée
Cecilia Adorée (Utrecht, 1 augustus 1991) is een Nederlands actrice. Ze kreeg vooral naamsbekendheid bij het grote publiek door haar rol als Tiffy Koster in de soapseries Nieuwe Tijden en Goede tijden, slechte tijden.

## Carrière
Adorée begon in de televisiewereld met kleine gastrolletjes die meestal maar voor één aflevering waren. Zo was ze onder andere in 2015 te zien in de series Jeuk en Bluf. Op 27 mei 2016 werd bekend gemaakt dat er een nieuwe serie door de makers van Goede tijden, slechte tijden werd gemaakt wat in dezelfde wereld zou afspelen. De serie verscheen onder de naam Nieuwe Tijden en Adorée was verkozen om de hoofdrol van Tiffy Koster te mogen vertolken. Haar personage was ook één aflevering in 2016 te zien in Goede tijden, slechte tijden, omdat de personages Sil Selmhorst en Amy Kortenaer van de laatst genoemde soap naar Nieuwe Tijden gingen.
Hierna vertolkte Adorée verschillende gastrollen in onder andere Centraal Medisch Centrum, Flikken Maastricht en Dokter Deen. In juli 2018 maakte Adorée als het personage Tiffy Koster de overstap van Nieuwe Tijden naar Goede tijden, slechte tijden, dit bleek later echter voor enkele afleveringen te zijn. Vervolgens keerde Adorée in december 2018 terug in Goede tijden, slechte tijden ditmaal als een vaste rol. Adorée werd in 2021 de serie uitgeschreven. Dit was mede omdat haar tegenspeler Ferry Doedens werd ontslagen, waardoor haar verhaal met hem tegelijk werd afgerond.

## Televisie
| Televisie als actrice | Televisie als actrice        | Televisie als actrice | Televisie als actrice |
| Jaar                  | Productie                    | Rol                   | Opmerkingen           |
| --------------------- | ---------------------------- | --------------------- | --------------------- |
| 2015                  | Jeuk                         | Meisje                | Gastrol               |
| 2015                  | Bluf                         | Vrouw in club         | Gastrol               |
| 2016, 2018–2021       | Goede tijden, slechte tijden | Tiffy Koster          | Bijrol Vaste rol      |
| 2016–2018             | Nieuwe Tijden                | Tiffy Koster          | Hoofdrol              |
| 2016                  | Centraal Medisch Centrum     | Roos                  | Gastrol               |
| 2017                  | Flikken Maastricht           | Noelle Stassen        | Gastrol               |
| 2018                  | Dokter Deen                  | Regieassistent        | Gastrol               |